# Larimus breviceps
Larimus breviceps es una especie de pez de la familia Sciaenidae.

## Morfología
Los machos pueden llegar alcanzar los 31 cm de longitud total y 500 g de peso.

## Hábitat
Es un pez de clima tropical y demersal que vive hasta los 60 m de profundidad.

## Distribución geográfica
Se encuentra en el  Atlántico occidental: desde las Antillas, Costa Rica y Honduras hasta  Río de Janeiro (Brasil ).

## Uso comercial
Es importante como alimento para los humanos.